# Eupithecia lavicata
Eupithecia lavicata är en fjärilsart som beskrevs av Louis Beethoven Prout 1914. Eupithecia lavicata ingår i släktet Eupithecia och familjen mätare. Inga underarter finns listade i Catalogue of Life.